# مریلین فرای
مریلین فرای (متولد ۱۹۴۱) فیلسوف آمریکایی و نظریه‌پرداز فمینیست رادیکال است. او برای نظریه‌هایش در مورد جنسیت گرایی، نژادپرستی، ستم و تمایلات جنسی شناخته شده‌است. نوشته‌های او بحث‌هایی را دربارهٔ موضوعات فمینیستی مانند برتری سفیدپوستان، امتیازات مردانه، و به حاشیه راندن همجنس‌گرایان و لزبین‌ها مطرح می‌کند. او اگرچه از منظر عدالت به مسائل می‌پردازد، اما در حوزه متافیزیک، معرفت‌شناسی و روان‌شناسی اخلاقی نیز نظریاتی ارائه کرده‌است.

## تحصیلات و شغل
فرای در سال ۱۹۶۳ مدرک لیسانس فلسفه را از دانشگاه استنفورد دریافت کرد و در سال ۱۹۶۹ در دکترای فلسفه از دانشگاه کرنل فارغ‌التحصیل شد. او پایان‌نامه خود را با عنوان معنا و نیروی بی‌معنی زیر نظر مکس بلک نوشت. قبل از آمدن به دانشگاه ایالتی میشیگان در سال ۱۹۷۴، او در گروه فلسفه دانشگاه پیتسبورگ تدریس می‌کرد. از سال ۲۰۰۳ تا زمان بازنشستگی، فرای استاد ممتاز دانشگاه در دانشگاه ایالتی میشیگان بود. او همچنین به عنوان دانشیار برای تحصیلات تکمیلی دانشکده هنر و ادبیات خدمت کرد. در سال ۲۰۰۸ او مدرس فی بتا کاپا رومانل بود.

## تحقیقات و انتشارات
فرای نویسنده سیاست واقعیت (۱۹۸۳)، مجموعه ای از ۹ مقاله است که به عنوان یکی از منابع کلاسیک فلسفه فمینیستی شناخته می‌شود.
فرای در فصل «ظلم» از کتاب مرزهای فمینیستی، ایده گرفتاری دوسره در جنسیت را مورد بحث قرار می‌دهد. این گرفتاری به «موقعیت‌هایی اشاره دارد که در آن گزینه‌های رفتاری به تعداد بسیار کمی کاهش می‌یابد و همه آنها انسان را در معرض مجازات، توهین یا محرومیت قرار می‌دهند». فرای این اصل را در مورد جنسیت و معضل ظلم به زنان به کار می‌برد. برای مثال، از نظر اجتماعی قابل قبول نیست که یک زن از نظر جنسی فعال باشد یا اینکه او از نظر جنسی غیرفعال باشد و به او برچسب «متنفر از مردان» زده شود. این عدم انتخاب به قدری در زندگی روزمره زنان نفوذ می‌کند که حتی چیزهای کوچکی مانند نحوه لباس پوشیدن یا صحبت کردن آنها مورد انتقاد قرار می‌گیرد. فرای تصدیق می‌کند که مردان نیز با مسائلی روبرو هستند، اما از طریق استعاره قفس پرنده، مسائل زن و مرد را متمایز می‌کند: فرای می‌گوید می‌توان هر یک از چهره‌های زن را به عنوان یک نوار در یک قفس در نظر گرفت: به خودی خود، یک نوار برای نگه داشتن پرنده کافی نیست. اما با وجود نوارهای کافی، پرنده در داخل قفس گیر افتاده و جایی برای رفتن ندارد. این فقدان کامل انتخاب است که فرای توصیف می‌کند: چگونه مسائلی که زنان با آن مواجه هستند تا این حد «بی‌حرکت‌کننده» است و چرا از نظر فرای، مبارزه آنها – و نه مردان – ظلم تلقی می‌شود.
فرای آشکارا لزبین است، و بسیاری از کارهای او به بررسی مقوله‌های اجتماعی و به ویژه، دسته‌بندی‌های مبتنی بر نژاد و جنسیت می‌پردازد.

## جوایز و امتیازات
- فرای در سال ۲۰۰۱ توسط انجمن زنان در فلسفه به عنوان زن برجسته فیلسوف سال[۷][۸] انتخاب شد.
- فرای به عنوان استاد رومانل فی بتا کاپا در فلسفه برای سال‌های ۲۰۰۷–۲۰۰۸ انتخاب شد. عنوان استاد رومانل که سالانه اعطا می‌شود، دستاورد برجسته و سهم قابل توجه دریافت‌کننده را در درک عمومی از فلسفه به رسمیت می‌شناسد. دریافت کنندگان این جایزه همچنین مجموعه ای از سخنرانی‌های آزاد را برای عموم ارائه می‌دهند. عنوان ارائه‌های فرای «انواع مردم: هستی‌شناسی و سیاست» بود.[۹]

## کتابشناسی

### کتاب‌ها
- Frye, Marilyn (1992). Willful virgin: essays in feminism, 1976-1992. Freedom, California: Crossing Press. ISBN 978-0-89594-553-2.
- Frye, Marilyn (1983). The politics of reality: essays in feminist theory. Trumansburg, New York: Crossing Press. ISBN 978-0-89594-099-5.
- Frye, Marilyn; Hoagland, Sarah Lucia (2000). Feminist interpretations of Mary Daly. Re-reading the canon. University Park, Pennsylvania: Pennsylvania State University. ISBN 978-0-271-02019-8.

### فصل‌های کتاب‌ها
- «دسته‌ها و دوگانگی‌ها»، دایرةالمعارف نظریه‌های فمینیستی، ویرایش، کد لورین، نیویورک: روتلج، (۲۰۰۰)
- «ذات‌گرایی/قوم‌گرایی: شکست درمان هستی‌شناختی»، آیا فمینیسم آکادمیک مرده‌است؟ نظریه در عمل، ویرایش، مرکز مطالعات فمینیستی پیشرفته در دانشگاه مینه سوتا، انتشارات NYU، (۲۰۰۰)
- 9781405116619Frye, Marilyn (2005), "Oppression",  in Cudd, Ann E.; Andreasen, Robin O. (eds.), Feminist theory: a philosophical anthology, Oxford, UK Malden, Massachusetts: Blackwell Pub, pp. 84–90, ISBN 978-1-4051-1661-9.
- 9780742542693Frye, Marilyn (2005), "Categories in distress",  in Andrew, Barbara S.; Keller, Jean; Schwartzman, Lisa H. (eds.), Feminist interventions in ethics and politics: feminist ethics and social theory, Lanham, Maryland: Rowman & Littlefield Publishers, pp. 41–58, ISBN 978-0-7425-4269-3.

### مقاله‌ها
- «ضرورت تفاوت‌ها: ساختن مقوله ای مثبت از زنان»، نشانه‌ها: مجله زنان در فرهنگ و جامعه، سال ۲۱، شماره ۴، تابستان (۱۹۹۶)